# Rais El Moro
 (septembre 2024).
Rais El Moro, également connu sous le nom de "El Moro", est un célèbre corsaire algérien qui a exercé une influence majeure à Alger au milieu du XVIIe siècle.

## Origines et Début de Vie
El Moro est né dans une famille pauvre mozabite de Ghardaïa. En quête d'une vie meilleure, il quitte sa région natale à l'âge de 12 ans pour Alger, qui était alors un centre de commerce et de pouvoir important en Méditerranée,.
À Alger, il commence sa carrière modestement, travaillant dans une triperie, un emploi qui ne lui convient pas. Rapidement, il décide de quitter cet environnement étriqué pour se lancer dans une carrière maritime, s'engageant comme mousse sur un navire de guerre,. Cette décision marquera le début d'une ascension fulgurante.

## Ascension et Carrière Maritime

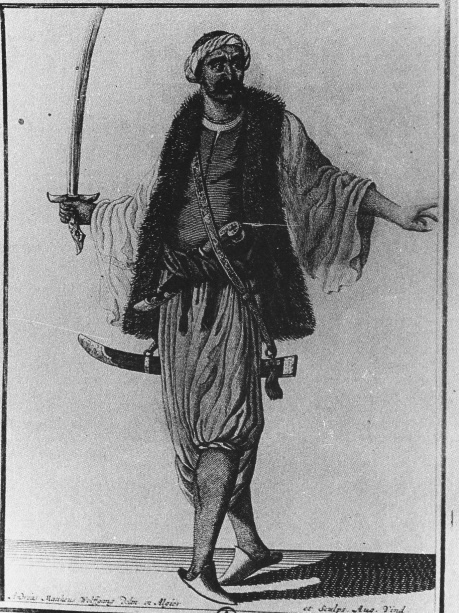
Corsaire algérien du XVIIe siècle.

El Moro fait preuve de courage et de talent, ce qui lui vaut l'admiration de ses supérieurs. En peu de temps, il devient raïs (capitaine) d'un petit navire. Puis d'un navire de 30 canons. Ses compétences en navigation et en stratégie navale, combinées à son audace, lui permettent de gravir les échelons jusqu'à devenir capitaine d'une importante galère. Il se fait rapidement un nom parmi les corsaires opérant en Méditerranée, gagnant la réputation d'être un tacticien brillant et impitoyable envers ses ennemis en mer,,.
Selon Emmanuel d'Aranda, un Espagnol capturé et retenu en esclavage à Alger en 1640, El Moro était l'épouvante de tous les navires chrétiens. D'Aranda écrit que « si le sultan ottoman l'avait nommé grand amiral de la flotte de tout l'empire ottoman, El Moro aurait surpassé Barberousse et tous les autres corsaires ottomans ». Cette affirmation souligne l'ampleur de sa réputation et son influence, même au-delà des frontières algériennes.

## Tactiques de Guerre et Réputation
El Moro était connu pour ses tactiques de guerre innovantes et sa capacité à inspirer la crainte chez ses adversaires. Ses razzias étaient souvent caractérisées par une rapidité et une efficacité surprenantes. Il naviguait habilement en utilisant des vents favorables, connaissait bien les courants méditerranéens et attaquait souvent par surprise. Son sens de la stratégie navale lui permettait de déjouer même les flottes les mieux équipées d'Europe. En 1635 il s'attaque à l'abordage du grand galion de Naples, monté de 76 canons et d'un grand nombre de soldats. Le navire tombe aux mains du Raïs algérien, tandis que ses 130 marins survivants du galion de Naples deviennent esclaves à Alger. La cargaison, composée de blé 20 caisses de fils d'or, 10 000 boulets de canon, de 10 000 paires de bas et de 10 caisses de brocatelle, est volée. Néanmoins les sources algériennes de ces pillages sont peu nombreuses, la plupart  des sources étant européennes.
Selon d'Aranda, « il était un lion dans les combats et un agneau dans ses victoires ». Après une bataille, il traitait souvent ses ennemis vaincus avec une grande douceur, une attitude qui lui valut le respect, voire l'admiration de certains de ses adversaires. Cette réputation d'homme juste mais redoutable lui permit de maintenir la discipline parmi ses hommes et de gérer efficacement les situations diplomatiques tendues.

## Héritage et Impact
El Moro est considéré comme l'un des plus grands corsaires de la régence d Alger,, un homme qui a su transcender ses origines modestes pour devenir une figure majeure de la Méditerranée au XVIIe siècle. Son héritage est marqué par sa contribution à la défense d'Alger contre les menaces européennes, ainsi que par son rôle dans l'établissement d'une autorité algérienne sur la méditerranée.
Son histoire incarne les possibilités d'ascension sociale et de réussite personnelle dans le contexte complexe de la régence d'Alger, un lieu où les talents militaires et les compétences en navigation pouvaient mener à une grande puissance et influence.